# Фей, Тина
Эли́забет Стамати́на «Ти́на» Фей (англ. Elizabeth Stamatina «Tina» Fey; 18 мая 1970, Аппер-Дэрби, Пенсильвания, США) — американская актриса, комедиантка, сценарист, продюсер и писательница. Обладательница девяти премий «Эмми», двух премий «Золотой глобус» и пяти премий Гильдии киноактёров США.

## Биография
Элизабет Стаматина Фей родилась 18 мая 1970 года в Аппер-Дэрби (штат Пенсильвания, США) в семье Дональда Фей и Зиновии Фей (в девичестве Ксенакис). У Тины есть старший брат — Питер Фей (род.1962). Тина имеет немецкие, шотландские и греческие корни. Фей с раннего детства интересовалась театром и кино, в особенности — комедийным жанром. Родители поощряли этот интерес.
Тина окончила среднюю школу в 1988 году, во время учёбы в которой она посещала драмкружок, пела в хоре, играла за теннисную команду и вела в стенгазете свою колонку. В 1992 году Фей с отличием окончила Виргинский университет, получив степень бакалавра в области театрального искусства.
Тина проходила обучение в составе импровизаторской труппы «Второй город» в Чикаго. Чтобы оплачивать вечерние курсы, днём ей приходилось работать на ресепшене в одном из представительств Ассоциации Христианской Молодёжи близ Чикаго. Через 2 года, по окончании обучения, её зачислили в состав «Второго города», где она проработала 2 года.
В 1997 году по приглашению одного из бывших актёров «Второго города» Тина начала работать в должности сценариста популярного комедийного шоу «Субботним вечером в прямом эфире» на NBC и переехала в Нью-Йорк. С 1999 года Фей стала главным сценаристом, а чуть позже и сама стала участвовать в постановках. Правда, увидев себя в первом шоу, она села на диету и отказывалась сниматься до тех пор, пока не похудела на 10 килограммов.
В 2004 году вышел фильм «Дрянные девчонки», где Тина сыграла одну из главных ролей наряду с Линдси Лохан, Рэйчел Макадамс и Эми Полер.
В 2006 году, по окончании контракта, Тина покинула шоу «Субботним вечером в прямом эфире» ради своего собственного детища — ситкома «Студия 30», в котором она является автором сценария и исполнительницей главной роли. Композитором проекта стал её супруг — Джефф Ричмонд. Шоу было восторженно принято зрителями и критиками и шло на NBC семь сезонов.

## Личная жизнь

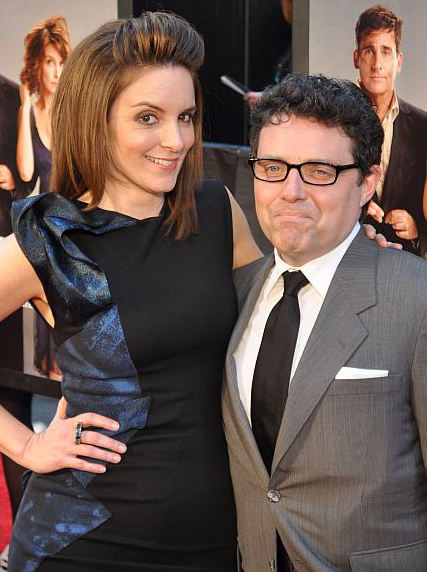
Фей и Ричмонд в 2010 году

С 3 июня 2001 года Тина замужем за композитором, актёром и продюсером Джеффом Ричмондом, с которым она встречалась 7 лет до их свадьбы. У супругов есть две дочери — Элис Зенобия Ричмонд (род.10.09.2005) и Пенелопа Афина Ричмонд (род.10.08.2011).

## Избранная фильмография
| Год       |    | Русское название                    | Оригинальное название           | Роль           |
| --------- | -- | ----------------------------------- | ------------------------------- | -------------- |
| 1998—2016 | с  | Субботним вечером в прямом эфире    | Saturday Night Live             | разные роли    |
| 2004      | ф  | Дрянные девчонки                    | Mean Girls                      | Мисс Норбери   |
| 2006      | ф  | Человек года                        | Man of the Year                 | саму себя      |
| 2006—2013 | с  | Студия 30                           | 30 Rock                         | Лиз Лемон      |
| 2008      | ф  | Ой, мамочки                         | Baby mama                       | Кейт           |
| 2009      | ф  | Изобретение лжи                     | The Invention of Lying          | Шелли Бейли    |
| 2010      | ф  | Безумное свидание                   | Date Night                      | Клэр           |
| 2010      | мф | Мегамозг                            | Megamind                        | Роксана Ричи   |
| 2013      | ф  | Экзамен для двоих                   | Admission                       | Полли Нельсон  |
| 2013      | ф  | Телеведущий 2: И снова здравствуйте | Anchorman: The Legend Continues |                |
| 2014      | ф  | Маппеты 2                           | The Muppets... Again!           | Надя           |
| 2014      | ф  | Дальше живите сами                  | This Is Where I Leave You       | Венди Олтмен   |
| 2015      | ф  | Сёстры                              | Sisters                         | Кэти Эллис     |
| 2016      | ф  | Репортёрша                          | Whiskey, tango, foxtrot         | Ким Бейкер     |
| 2019      | ф  | Винная страна                       | Wine Country                    | Тэмми          |
| 2020      | мф | Душа                                | Soul                            | душа 22        |
| 2021      | с  | Убийства в одном здании             | Only Murders in the Building    | Синда Кэннинг  |
| 2023      | ф  | Призраки в Венеции                  | A Haunting in Venice            | Ариадна Оливер |